# أندرس ياكوبسن
أندرس ياكوبسن (بالنرويجية: Anders Jacobsen) (و. 1985  م) هو متزلج قفز نرويجي، ولد في هونفوس، شارك في الألعاب الأولمبية الشتوية 2010، والألعاب الأولمبية الشتوية 2014، والقفز التزلجي في الألعاب الأولمبية الشتوية 2010 - تل كبير فريق ‏.

## وصلات خارجية
- أندرس ياكوبسن على موقع IMDb (الإنجليزية)
- أندرس ياكوبسن على موقع الاتحاد الدولي للتزلج (القفز التزلجي) (الإنجليزية)
- أندرس ياكوبسن على موقع أوليمبيديا (الإنجليزية)

- أندرس ياكوبسن في قاعدة بيانات الأفلام على الإنترنت
- أندرس ياكوبسن  على موقع SportsReference  - سبورتس رفرنس